# Królestwo Yeke
Królestwo Yeke (zwane także królestwem Garanganze lub Garenganze) – krótkotrwałe państwo istniejące od około 1856 do 1891 roku, pod jednym władcą – Msiri. Znajdowało się w Katandze (obecnie Demokratyczna Republika Konga). W kraju posługiwano się językiem kiyeke.

## Początki

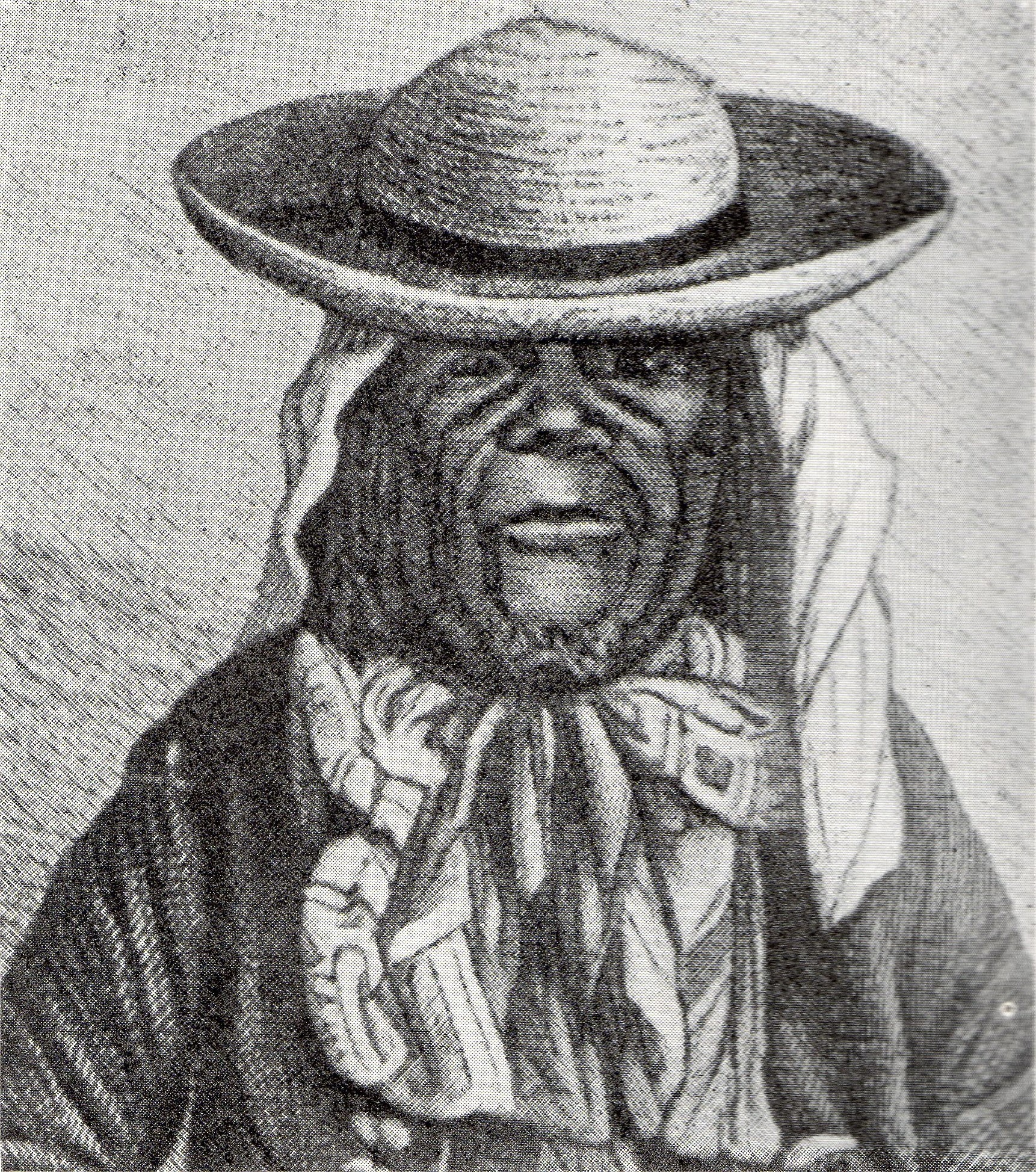
Msiri, jedyny władca królestwa Yeke.

Około 1856 roku Msiri osiedlił się na południu Katangi wraz z kilkoma swoimi zwolennikami z ludu Nyamwezi. Katanga była wówczas regionem wielu wypraw kupieckich lub wypraw w poszukiwaniu niewolników, miedzi czy kości słoniowej, jednym z takich kupców był także ojciec Msiri – Kalasa. Lud Nyamwezi, który osiedlił się wówczas w regionie zaczął być nazywany Yeke, co w języku sumbwa oznaczało gildię łowców słoni. W regionie Katangi główną walutą był krzyż katangijski.
Miejsce, w którym się osiedlili, było oddalone od królestw Luba, Lunda czy Kazembe. Niedługo po zawiązaniu kilku sojuszy i przejęciu kontroli nad kilkoma wodzami z ludu Sanga, Msiri ogłosił się mwami (królem). Msiri przejął także tereny władców ludu Lunda. Przejął także kontrolę nad wschodnim handlem niewolnikami.

### Małżeństwa Msiri
Msiri prowadził politykę poprzez liczne małżeństwa, których liczba szacowana jest na ponad sto (według niektórych źródeł nawet 500). Żenił się z kobietami pochodzącymi z dworów jego poddanych, przez co jego lennicy myśleli, że mają swoich sojuszników na dworze władcy.

## Rozwój państwa

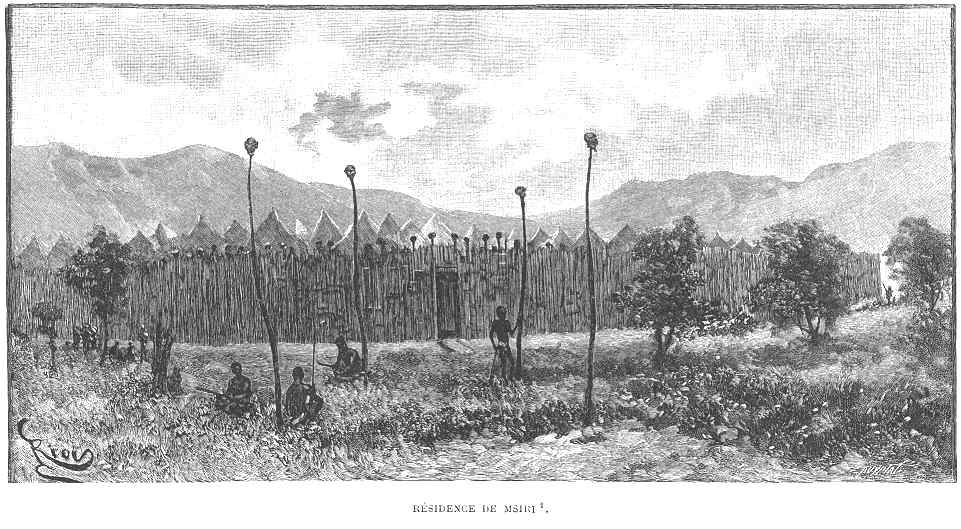
Głowy umieszczone na palach wokół stolicy królestwa – Bunkeya.

W latach 70. XIX wieku Msiri zaczął handlować ze znanym arabskim kupcem – Tippu Tib. Msiri był szczególnie zainteresowany kupnem karabinów i prochu, które uważał za absolutnie konieczne do zbudowania swojej potęgi militarnej. Wojsko w królestwie liczyło nawet 2000 osób i było wyposażone przede wszystkim w lance i łuki.
W szczytowym okresie swojej władzy, w połowie lat 80. XIX wieku, Msiri nie tylko rządził, ze swej stolicy w Bunkeya bardzo dużym królestwem, ale również otrzymywał daninę z sąsiednich obszarów. Jego gospodarka była w dużej mierze oparta na handlu miedzią, chociaż w kraju odbywał się również handel niewolnikami i kością słoniową. Podstawą jego polityki było utrzymywanie otwartych szlaków handlowych w kierunku wschodniego i zachodniego wybrzeża.
Według różnych raportów, królestwo Msiri, podczas każdego sezonu wytapiania, produkowało około 3,850 kilogramów miedzi.

### Wpływy europejskie
W 1886 roku Msiri zaprosił do swojego państwa misjonarzy. Wśród nich byli Frederick Stanley Arnot, Charles Swan i Faulknor. Arnot zapewniał miejscowej ludności prostą pomoc medyczną, a także uczył dzieci czytać i pisać. Założył także mały sierociniec.

## Schyłek królestwa
Pod koniec 1880 roku Msiri odmówił negocjacji z Brytyjską Kompanią Południowoafrykańską. W 1891 roku, gdy przybyły wyprawy z Wolnego Państwa Konga, należącego do króla Belgii Leopolda II, jeden z żołnierzy próbował nawet zachęcić do buntu przeciwko Msiri.
20 grudnia 1891, podczas następnej belgijskiej wyprawy, w trakcie negocjacji, Msiri został śmiertelnie postrzelony z rewolweru. Śmierć władcy zakończyła istnienie państwa.